# Boarmia clara
Boarmia clara är en fjärilsart som beskrevs av Swinhoe 1915. Boarmia clara ingår i släktet Boarmia och familjen mätare. Inga underarter finns listade i Catalogue of Life.